# دلنیتسه

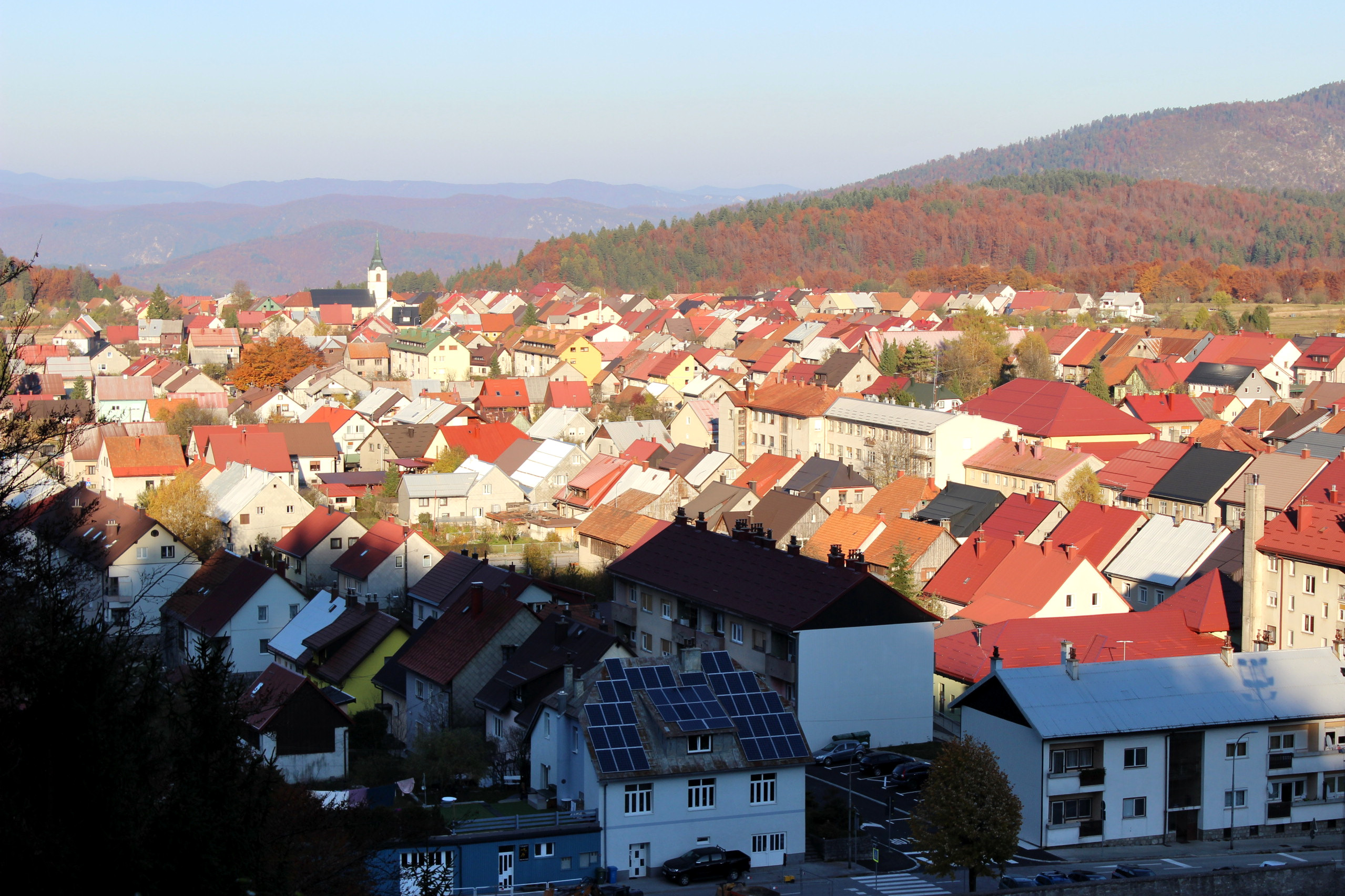
نمایی از شهر دِلنیتسه در ایالت پریمریه-گرسکی کتار، کرواسی - ۲۰۲۱

دِلنیتسه (به کرواتی: Delnice) شهری در ایالت پریمریه-گرسکی کتار کشور کرواسی است که جمعیت آن در سال ۲۰۱۱ میلادی ۶٬۱۴۴ نفر بوده‌است.